# 搭便車的人

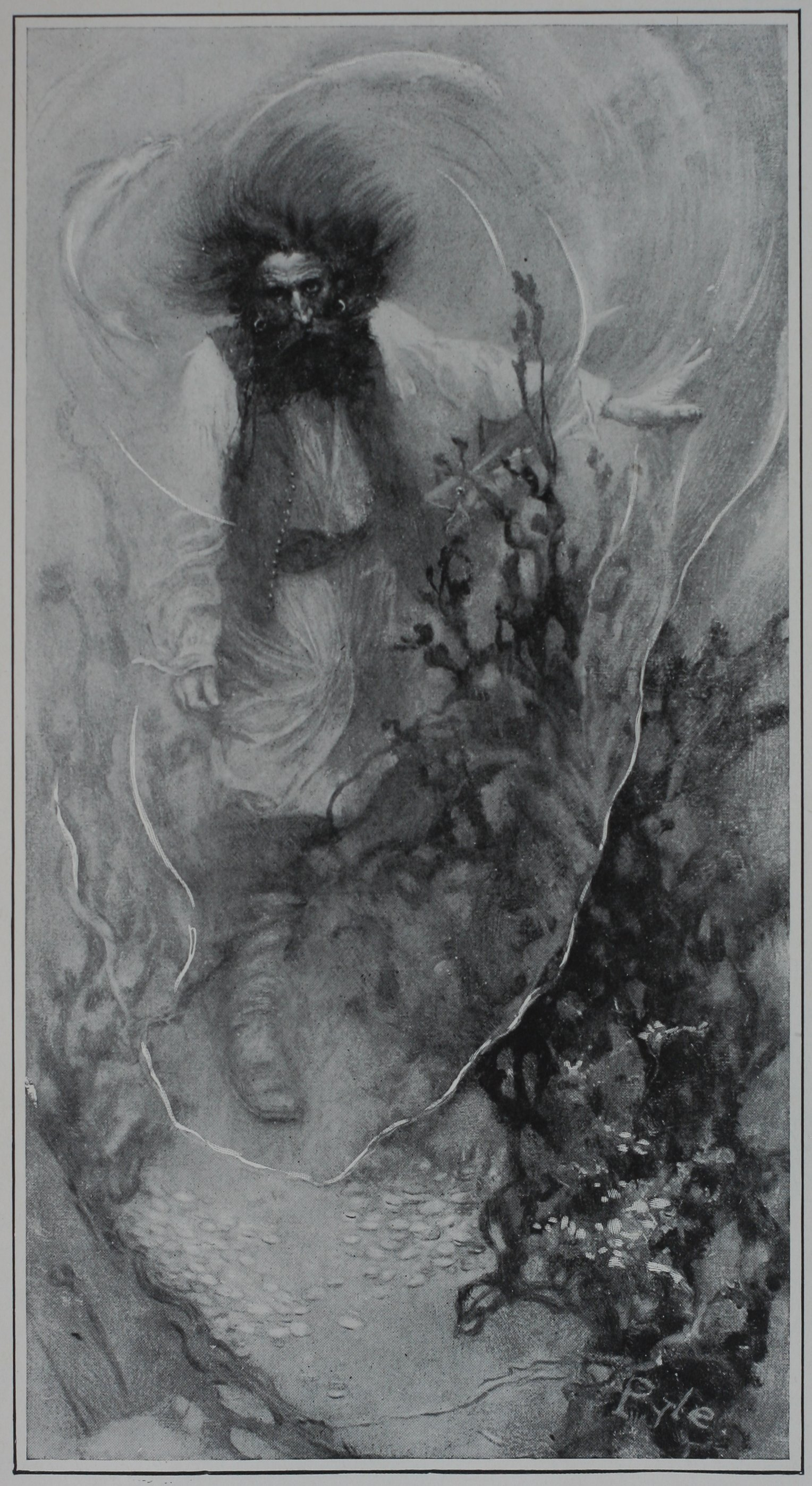
讓神秘的人搭便車，將是奇異旅程的開始。

搭便車的人，是世界上非常流行和知名的都市傳奇之一，在古老的文獻，包括《聖經》亦有記載。其傳說為民俗學學者長期研究的主題之一，索引編號為E332.3.3.1。
這則都市傳奇經常以類似鬼故事的方式傳播，內容大同小異，但結局卻有不同變化。警察和電臺DJ是最常收聽到這傳說的職業，報案者或聽眾會歇斯底里向他們訴說：午夜在公路駕駛時，有人在十字路口徘徊，比著搭便車的手勢，主人公便欣然搭載，安排那人坐在後座，當駕駛一段時間後，主人公回望後座，搭便車的人神秘消失了，留下驚惶失措的主人公。
然而，警察通常將之當成為吸毒者的幻覺或開玩笑；而電臺DJ則只當成枯燥無味，由不同的聽眾一次又一次訴說自己、或朋友、或朋友的朋友之「真實經歷」。

## 文獻記載
傳說的來源是古代民俗傳說、寓言中的超自然意識（神、魔鬼、精靈、鬼魂等等）的行為，慢慢演化而成。似乎人類一發明駕駛工具開始，「搭便車的人」便無時無刻不纏擾人類。其實記載這傳說的最古老文獻，出乎意料之外，竟是基督宗教的宗教經典《聖經》。《新約聖經》《使徒行傳》8章:26節至8章:46節，稱作「腓利和衣索匹亞的太監」的章節記載：

「有主的一個天使告訴腓利：『你動身向南走，到那條從耶路撒冷通往迦薩的路上去。』（這條路已經荒廢了。）腓利就動身前往。在途中，他遇見一個衣索匹亞的太監。這個人是一位高級官員，在衣索匹亞女王甘大基手下經管財務。他上耶路撒冷去敬拜上帝；歸途中，他坐在自己的馬車上誦讀先知以賽亞的書。聖靈對腓利說：『你過去，靠近那車子走。』腓利跑過去，聽見太監正在誦讀先知以賽亞的書，就問他：『你所讀的，你明白嗎？』

他回答：『除非有人開導，我怎能明白呢？』於是他邀請腓利上車，跟他坐在一起。他所誦讀的那一段經文是：

他像一隻被牽去屠宰的羊，

像一隻在剪毛人手下的羔羊默默無聲；

同樣，他也一言不發。

他忍受恥辱；

沒有人替他主持正義，

也沒有人能指出他的世系，

因為他在世上的生命已到了盡頭。

太監問腓利：『請指教我，先知這段話是指著誰說的？是指他自己呢，還是指著別人？』腓利就開口，從這一段經文開始，向他講解關於耶穌的福音的事。他們經過一個地方，路旁有水，太監說：『這裏有水，我不可以就在這裏接受洗禮嗎？』

太監就吩咐停車；腓利跟他一同下到水裏，為他施行洗禮。他們從水裏上來的時候，主的靈把腓利帶走；太監再也看不見他了。他繼續趕路，滿心快樂。後來有人在亞鎖都遇見腓利；他走遍那一帶地方，在各村鎮宣講福音，直到他來到凱撒利亞。」

編者注：聖經經文引用自基督新教現代中文譯本修訂版。

這是典型的搭便車的人傳奇，衣索匹亞的太監是「駕車者」，腓利是「搭便車的人」，卻以腓利的角度描述。故事一開始，已經說明他是超自然人物（先知，可和聖靈接觸）。腓利藉故搭便車，但他有一定的目的（詳後分析傳奇中「搭便車的人」角色的目的），他用隱隱若若之暗示方式，不是一開始直接指導衣索匹亞的太監（又是典型的「搭便車的人」表達方式），最後他目的達成（衣索匹亞的太監受洗），腓利就消失了。

## 現代傳奇
經過千多年的世代相傳，搭便車的人傳奇內容依然不大變化，由《聖經》記載開始，到現代鬼故事，傳奇已經成為世界級都市傳奇。而現代搭便車的人傳奇，奠基於法國「帕拉瓦的白色婦人」事件，傳奇名稱因法國媒體命名，但整個故事不過是搭便車的人傳奇另一變化版本而已。
「帕拉瓦的白色婦人」是真實被警方記錄過，不過經媒體轉述，加上市民（尤其年輕人），又加油添醋一番，成為歐洲的知名故事。
根據帕拉瓦（Palavas-les-Flots）警方記錄檔案，事件發生在1981年5月20日，四名年輕人一起乘著紅色的雷諾5雙門跑車，開着播放流行音樂電台頻道，由蒙彼利埃到帕拉瓦兜風，兩男坐前，兩女坐後，警方記錄中，沒公佈兩名女子的姓名，連代號也沒有，而兩名男子，警方為他們安上代號，駕車的叫M，坐在他身旁的叫L。
大約午夜凌晨零時三十分，他們回程到達往蒙彼利埃的十字路口，見到一名五十歲左右，穿著連身白色雨衣，頭上披住白色絲巾的女人在路口徘徊，比著搭便車的手勢。基於同情，M建議搭載她，他停下車，L向那位女士表示他們回程往蒙彼利埃，願意接載。那位女士不說話，卻又比著願意的手勢，上車坐在後座兩名女子之間。
當他們途經瑪格隆尼斯鎮路段，道路那處有一個大急彎，一直不說話的女士掩臉大叫：「小心轉彎！」M一聽叫聲，嚇得將車停下來，動也不敢動。接著，後座的兩名女子尖聲大叫，M和L也轉頭望去後座，那名白衣女子消失無蹤，兩人也隨之驚恐得大聲喊叫。接著，他們火速離開當地，大約凌晨一時到蒙彼利埃警察總局報案，故事亦經媒體轉述，一時全國知名。
不論那四名年輕人有沒有受毒品影響或純粹開警察玩笑，警察顯然對此愛莫能助，但引起民俗學者強烈興趣，出版論著分析。神秘的白衣女子亦成為傳說定形人物，不論傳說變化如何，必定有白衣女子出視、消失，許多人猜測白衣女子的身份，認為她是在大急彎車禍死去的女子鬼魂，一次又一次搭便車，一次又一次重演車禍，至於真相如何，已經不得而知。

## 傳說分析及隱喻

### 消失
消失，是搭便車的人傳奇中最強調的一環，如前所展示的兩處記載：「腓利和衣索匹亞的太監」及「帕拉瓦的白色婦人」，搭便車的人最終消失而去。傳說表露的細節：一直行走的車輛、車門緊閉、繫上了安全帶、坐在後座（「帕拉瓦的白色婦人」事件中的兩名女子，向法國週刊《法國-星期日》表示，她們肩比肩接觸她，皮膚感覺她的熱度）等等，通通表明，搭便車的人並沒有任何機會從一直行走的車輛中離開。
傳說中的人消失得無影無蹤，無任何理由推理得出搭便車的人以正常人的力量脫出車箱，唯一的推測，便是搭便車的人是超自然存在，最常指的是鬼魂。
儘管搭便車的人消失，但很多同類型的傳奇中，搭便車的人消失後會留下身上的某一些事物，例如衣服、氣味，告知駕車者剛才所經歷的絕不是幻覺，卻又無法用合理的理由來解釋或否定。
根據質量守恆定律，物質不滅，消失不合邏輯。其實在民俗學理解，消失隱喻日常生活的不尋常事情，人們為生活營營碌碌，行走於可控性的環境當中，生活枯燥沉悶，而消失刺激了人們對意料之外的不尋常事情之渴望，為幻想開啟了大門。

### 午夜無人的道路
無論搭便車的人傳奇如何變化，主人翁必定在午夜，或陰沉有雨的天氣中在無人的道路行駛車輛。時間及地點，無疑是鬼魂傳統最常出沒的地方。
陰沉而孤單的環境，人們潛意識會感到徬徨不安，任何的刺激將使恐懼無限放大。如前所述，傳奇主人翁是繫上了安全帶，坐在車門緊閉而一直行走的車輛，只要車輛繼續行駛，他就困死這窄小的空間之中。接著加上搭便車的人這個變素，主人翁潛意識的不安感因環境變化而釋然，但搭便車的人消失種種不合常理的現像，就把他壓抑內心的恐懼以倍數等級爆發出來。
道路在民俗學理解象徵冒險，路途之間，危機四伏。十字路口、道路分歧點、隧道出入口和天橋出入口等等，是象徵陽間和陰間的出入口和通道，亦隱喻那消失之搭便車的人，是由陰間重返陽間的鬼魂。

### 搭便車的人
搭便車的人，是整則搭便車的人傳奇之關鍵人物，但每一種傳奇變化，搭便車的人身份便不同，目的也不同，先前引用的兩則傳奇：腓利嚴格上是人、然而帕拉瓦的白色婦人卻是幽靈；腓利目的是傳教、帕拉瓦的白色婦人目的是重新經歷令她致死的車禍。

#### 身份
搭便車的人身份不限定一種，有的是鼎鼎大名。1960年代某一年十一月，一對住在美國南達科他州印第安人蘇族老夫婦驾車前往山頭另一邊孫子的家探訪，經過十字路口之時，他們在大雪紛飛之中見到一名穿華麗的白色麂皮外套女子，彷如去印第安舞會一般。老夫婦主動搭載女子，還給她圍巾禦寒。
到達目的地後，老夫婦回望後座，驚覺窗口打開，女子消失了，而且留下陣陣強烈麂皮氣味，老夫婦顿時認出那女子是印第安蘇族神話人物，非惡亦非善的鹿女，傳說鹿女引誘男人，再將之殺死，老夫婦慶幸搭載鹿女，對之和善，鹿女才沒作祟。
很多傳奇變化證明，搭便車的人在不同文化、不同時間、不同地點，就會發生變異，他可以是聖人、是幽靈、是神祇、是外星人，變化萬千。
在民俗學理解，搭便車的人象徵命運，人類是地球生命中，唯一證明知道自己死亡無可避免，所以命運格外帶多一重對死亡的焦慮。正因如此，當地死亡的鬼魂，成為重返人間的守護神或詛咒，而駕車者亦不識搭便車的人，同情也有、厭惡也有。

#### 目的
原始的搭便車的人傳奇，它的主題僅僅是消失，搭便車的人會留下種種線索，證明自己真正存在過。這一類的都市傳奇，搭便車的人通常叫駕車者在墳場停車，然後消失。接著，駕車者瞥見自己剛才送給他的某個物事，掛在墓碑上，墓主正是消失之搭便車的人。
然而多國變化不同的傳奇，搭便車的人會為駕車者提供訊息，預知災難、提醒危險等等。其中引用幾則著名的搭便車的人類別傳奇：
1977年2月，兩名年輕男子在意大利聖哥倫巴諾與藍伯洛（San Colombano al Lambro）駕車，一名老婦人要求搭便車，兩人讓老婦人上座。行駛當中，老婦人嘆息道：「二十七日晚上不要到米蘭去，那兒將發生一場大地震，城市的一半被摧毀。」老婦消失，留下一張已逝世十年的老人名片。
這老婦人可能是意大利民間傳說，喜愛送禮物的善良女巫贝法纳，她預言了會發生一場大地震。
法國流傳一則叫「旺代地區的修士」的都市傳奇，經過旺代的駕車者，常接載一名自稱來自永河畔拉羅什（La Roche-sur-Yon）一間建於17世紀的封德耐爾修道院（Abbaye des Fontenelles）的修士，他發表類似「今年春天是溫暖的，夏天將會炙熱，冬天則將酷寒。」的預言後消失。這傳奇由永河畔拉羅什一路傳到萊薩布勒多洛訥（Les sables d'olone），警察早已放棄尋找那修士了，但報案者源源不絕。
而另一則比較罕見的搭便車的人傳奇「蒙塔尼亞克的白色婦女」，流傳法國蒙塔尼亞克（Montagnac）地區，故事前一段與「帕拉瓦的白色婦人」類同，但最後白色婦人在大急彎尖叫，震懾駕車者而引發致命車禍。

## 現實影響
搭便車的人傳奇，成為不少小說、電影的題材。1986年，罗伯特·汉蒙以類似搭便車的人題材，拍下恐怖電影《搭便車的人》。內容主要描述一對年輕情侶給一個陌生人搭便車，而那陌生人竟是連環殺手，年輕情侶必須掙扎求存。
電影於2007年被戴夫·迈尔斯翻拍，為《幽靈終結者2007》

## 外部連結
- 都市傳說
- 都市傳說列表
- 據說是拍到搭便車的人的短片，最後因搭便車的人大叫而發生交通意外。 （页面存档备份，存于）（已證實造假。）